# Heterospathe califrons
Heterospathe califrons är en enhjärtbladig växtart som beskrevs av Edwino S. Fernando. Heterospathe califrons ingår i släktet Heterospathe och familjen Arecaceae.
Artens utbredningsområde är Filippinerna. Inga underarter finns listade i Catalogue of Life.